# SPIN
SPIN (ursprünglich ein Akronym für Simple PROMELA Interpreter) ist eines der bekanntesten Werkzeuge zur Modellprüfung (englisch Model Checking). SPIN prüft endliche Zustandsautomaten (engl. Finite State Machines) mit der temporalen Logik LTL. Zusätzlich bietet SPIN viele Optimierungsmethoden, zum Beispiel Partial Order Reduction, Komprimierungen und Bitstate Hashing.

## Geschichte
SPIN wurde 1980 von Gerard J. Holzmann entwickelt, anfangs am Computing Sciences Research Center der Bell Labs. Der Quellcode zu SPIN wurde 1991 unter einer eigenen Lizenz offengelegt.
Der jährlich seit 1995 stattfindende SPIN Workshop behandelt mittlerweile nicht nur SPIN, sondern Modellprüfung im Allgemeinen. Im Jahre 2001 wurde Holzmann für seine Arbeit an SPIN mit dem ACM Software System Award der Association for Computing Machinery (ACM) ausgezeichnet.
PROMELA und der Model Checker SPIN wurden u. a. bei der Software-Entwicklung für die Marssonde Curiosity eingesetzt.